# Župnija Vitanje
Župnija Vitanje je rimskokatoliška teritorialna župnija ki je del Dekanije Celje-Nova Cerkev škofije Celje.

## Zgodovina
Prvo cerkev na tem mestu so postavili grofje Breško-Selški, na posestvu, ki jim ga je leta 980 z listino v Konstanci podaril cesar Oton II. Domneva se, da jo je uničil potres leta 1201, kajti sedanja župnijska cerkev ima poznoromansko ladjo iz začetka 13. stoletja.   Vikariat je bil najbrž že v 11. stoletju izločen iz pražupnije Šmartno pri Slovenj Gradcu, ki pa ji je bil podrejen vse do leta 1788, ko je bila ustanovljena samostojna župnija. Leta 1296 se namreč v Vitanju omenja vikar, leta 1329 stalni vikar in leta 1487 vikariatni župnik. Do 7. aprila 2006, ko je bila ustanovljena škofija Celje, je bila župnija del celjskega naddekanata Nadškofije Maribor in je spadala v dekanijo Nova Cerkev, katere dekan je bil med letoma 1981 in 1986 tedanji vitanjski župnik.
Ko je bila 7. aprila 2006 ustanovljena škofija Celje in so se določale njene meje, je bilo načrtovano, da se župnije Dekanije Nova Cerkev priključi škofiji Celje, župnija Vitanje pa se iz te dekanije izvzame ter se jo priključi Nadškofiji Maribor in s tem dekaniji Slovenske Konjice. S to odločitvijo pa se niso strinjali župljani z župnikom in tudi ne lokalna civilna oblast. S svojim nestrinjanjem so seznanili tudi nadškofijo, apostolsko nunciaturo v Ljubljani ter Kongregacijo za škofe oz. posredno Sveti sedež. Odločeno je bilo, da župnija Vitanje ostane v dekaniji Nova Cerkev in s tem tudi v Celjski škofiji.
Do reorganizacije nadekanatov in dekanij Škofije Celje 1. septembra 2021, je bila župnija sestavni del Dekanije Nova Cerkev. Od poletja 2021 je župnija upravljana iz župnije Nova Cerkev, župnijska upravitelja sta tamkajšnji župnik Alojz Vicman in duhovni pomočnik Jože Kovačec.

## Vitanjske cerkve
|    | slika | cerkev                                         | kraj / naselje     |
| -- | ----- | ---------------------------------------------- | ------------------ |
| 1. |       | cerkev sv. Petra in Pavla župnijska cerkev     | Vitanje            |
| 2. |       | cerkev Marije Pomočnice na Hriberci podružnica | Vitanje            |
| 3. |       | cerkev sv. Antona Puščavnika podružnica        | Brezen pri Vitanju |
| 4. |       | cerkev sv. Vida podružnica                     | Hudinja            |
| 5. |       | cerkev sv. Marjete podružnica                  | Spodnji Dolič      |

Vitanje je glede župnijske cerkve na slovenskem edinstven primer. Župnijska cerkev apostolov sv. Petra in sv. Pavla stoji v središču naselja. Domačini jo imenujejo »zimska cerkev«, saj je v njej redno bogoslužje od praznika vseh svetnikov do velike noči.
Nato se bogoslužje preseli v t. i. »letno cerkev«, bližnjo cerkev Marije Pomočnice na Hriberci, ki je sicer podružna cerkev, vendar domačini tega izraza ne uporabljajo.